# Орк (бог)
Орк  (лат. Orcus) - римски бог смрти. Вјероватно је он првобитно био један од демона или мањих божанстава подземног света међу Етрурцима, касније су почели да га сматрају владаром подземног свијета. Временом се лик Орка спојио са другим богом, Дис Патером, а још касније су се оба ова божанства коначно растворила у лику бога Плутона, римског пандана грчког бога подземља Хада. Орк значи и сам свијет подземља. Син је Еридин и слуга Зевса.
Етрурци су Орка приказивали као брадатог демона, прекривеног косом и понекад крилатог; овај демон је односио људске душе у загробни живот. Највероватније најстарији облици имена овог божанства су Uragus и Urgus, што значи „надгледник“ или „возач“, али ова етимологија изгледа прилично сумњива.
Према неким истраживачима, Оркус је био бог који је донео смрт, а не владар подземног света као што је Дис Патер. У скулптури и на керамици, понекад је приказиван као смрт која својом косом сече клас.